# Верхуртово
Верхуртово — деревня, расположенная в Бужаровском сельском поселении Истринского района Московской области. Население — 5 чел. (2010), зарегистрировано 3 садовых товарищества.
Находится на севере района, на берегу Истринского водохранилища, примерно в 19 км на север от Истры, высота над уровнем моря 179 м.

## Население
| 2002 | 2006 | 2010 |
| ---- | ---- | ---- |
| 8    | ↘3   | ↗5   |